# Ulazno/izlazne jedinice
Ulazno/izlazne jedinice (U/I) (eng.: Input/output ili I/O) odnosi se na sve dijelove koje podsustavi računala koriste za međusobno komuniciranje.  Podsklop prima ulazni signal, dok se izlazni signali šalju od međusklopa.
Pojam ulazno/izlazne jedinice kod računala koristi se za opisivanje komunikacije između računala i računala ili računala i osobe; na primjer miš i tipkovnica su ulazne jedinice dok su zaslon i pisač izlazne jedinice. Što će se smatrati kao U/I ovisi o tome koliko se detalja uzima u obzir. Na primjer, komunikacija između dva procesora se neće smatrati U/I-om ako se multiprocesori gledaju kao jedan sustav.
Brzina ulazno/izlaznih jedinica ovisi o brzini U/I sabirnice koja se koristi. U Ethernetu je maksimalna brzina 10 Mbps.